# Cerkiew Świętej Trójcy w Zarwanicy
Cerkiew Świętej Trójcy w Zarwanicy – niewielka zabytkowa greckokatolicka barokowa cerkiew parafialna we wsi Zarwanica, w rejonie trembowelskim, w obwodzie tarnopolskim na Ukrainie. W cerkwi znajduje się cudowny Obraz Matki Boskiej Zarwanickiej. Obecnie parafia w Zarwanicy wchodzi w skład dekanatu zarwanickiego archieparchii tarnopolsko-zborowskiej.

## Historia
Cerkiew ufundował starosta krepicki i wojewoda czernichowski Piotr Michał Miączyński aktem z 10 marca 1747 roku. Prace budowlane prowadzono w latach 1747–1754. Wg tradycji cerkiew zbudowano z kamienia zniszczonego przez Turków zamku w Polesiukach. Wyposażenie powstało przed 1759 rokiem i składało się z sześciu ołtarzy i ambony. Wnętrze było całkowicie zlatynizowane z barokowym ołtarzem z czterema kolumnami. W 1784 iluzjonistyczną polichromię wnętrza wykonał Andrzej Solecki z Krechowic.
26 czerwca 1774 we wsi Sitno sporządził swój testament były starosta kaniowski Mikołaj Bazyli Potocki, w którym zapisał m.in. 8000 złotych polskich dla cerkwi pw. Świętej Trójcy w Zarwanicy.
W cerkwi znajduje się zabytkowa ambona z około 1774 roku, na której umieszczono rzeźby figuralne Czterech Ewangelistów, Chrystusa na Globie, Gołębicy, Boga Ojca. Ich autorem był nieokreślony do dziś przedstawiciel lwowskiej szkoły rzeźby rokokowej. Na baldachmienie umieszczony jest herb Pilawa co wskazuje, że fundatorem mógł być Mikołaj Bazyli Potocki z Buczacza. Ambona była wzorowana na ambonie z Horodenki.
Obok cerkwi znajduje się dzwonnica oraz rzeźbiona z kamieniu figura Maryi Panny.
W 1945 roku cerkiew częściowo spłonęła.

## Galeria

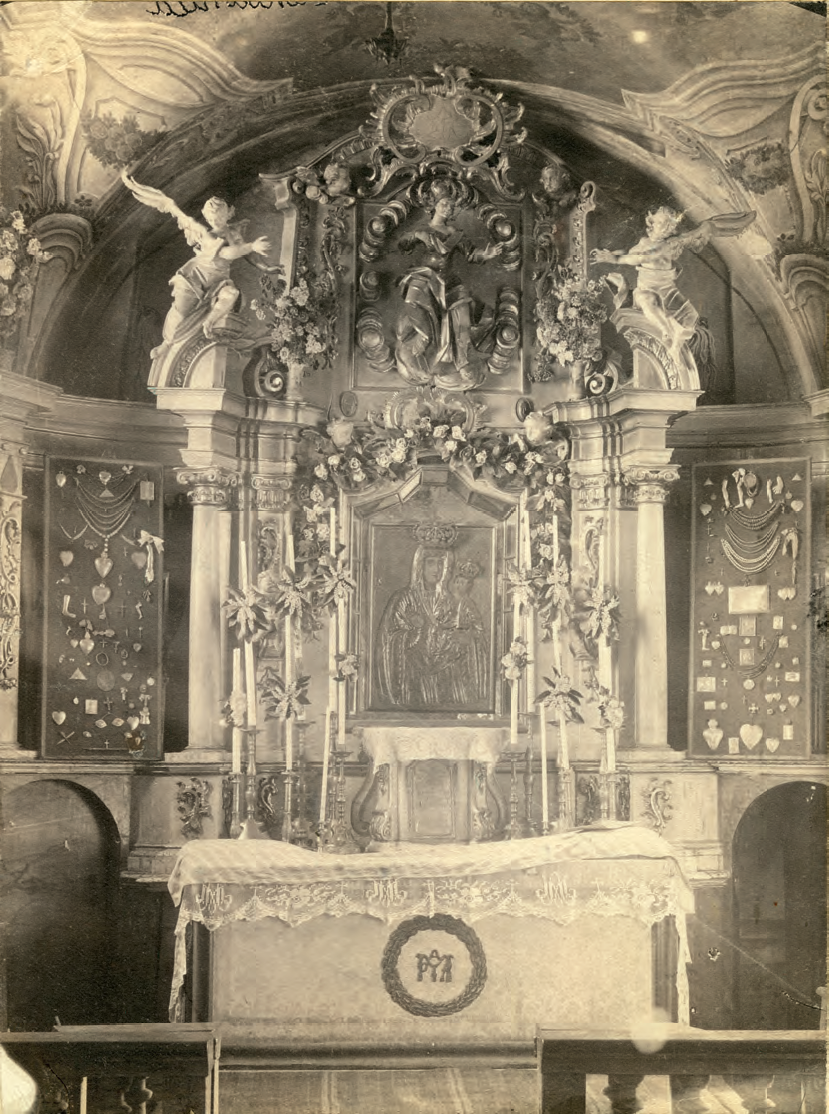
Ołtarz z cudownym Obrazem Matki Boskiej Zarwanickiej przed 1900
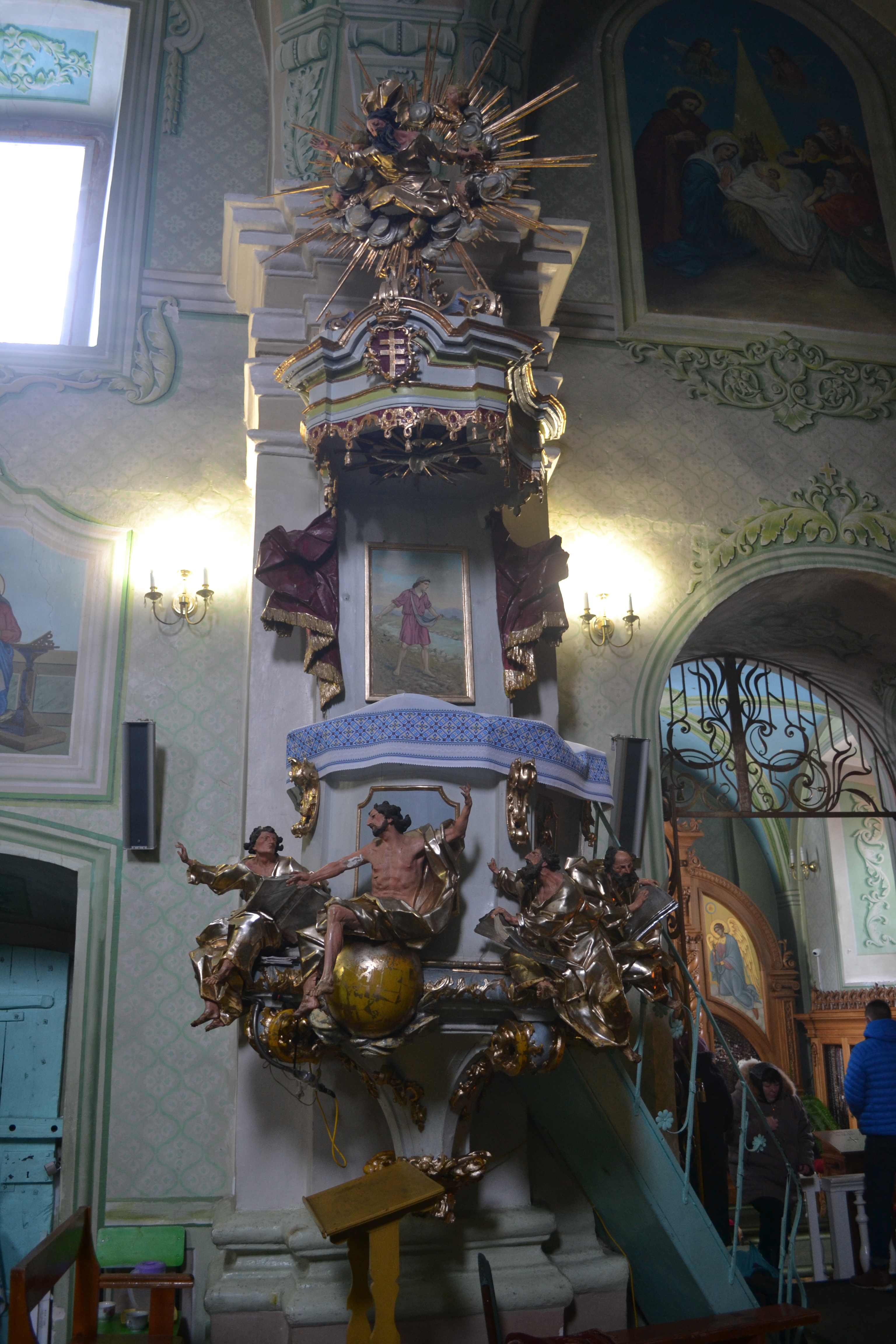
Ambona w cerkwi
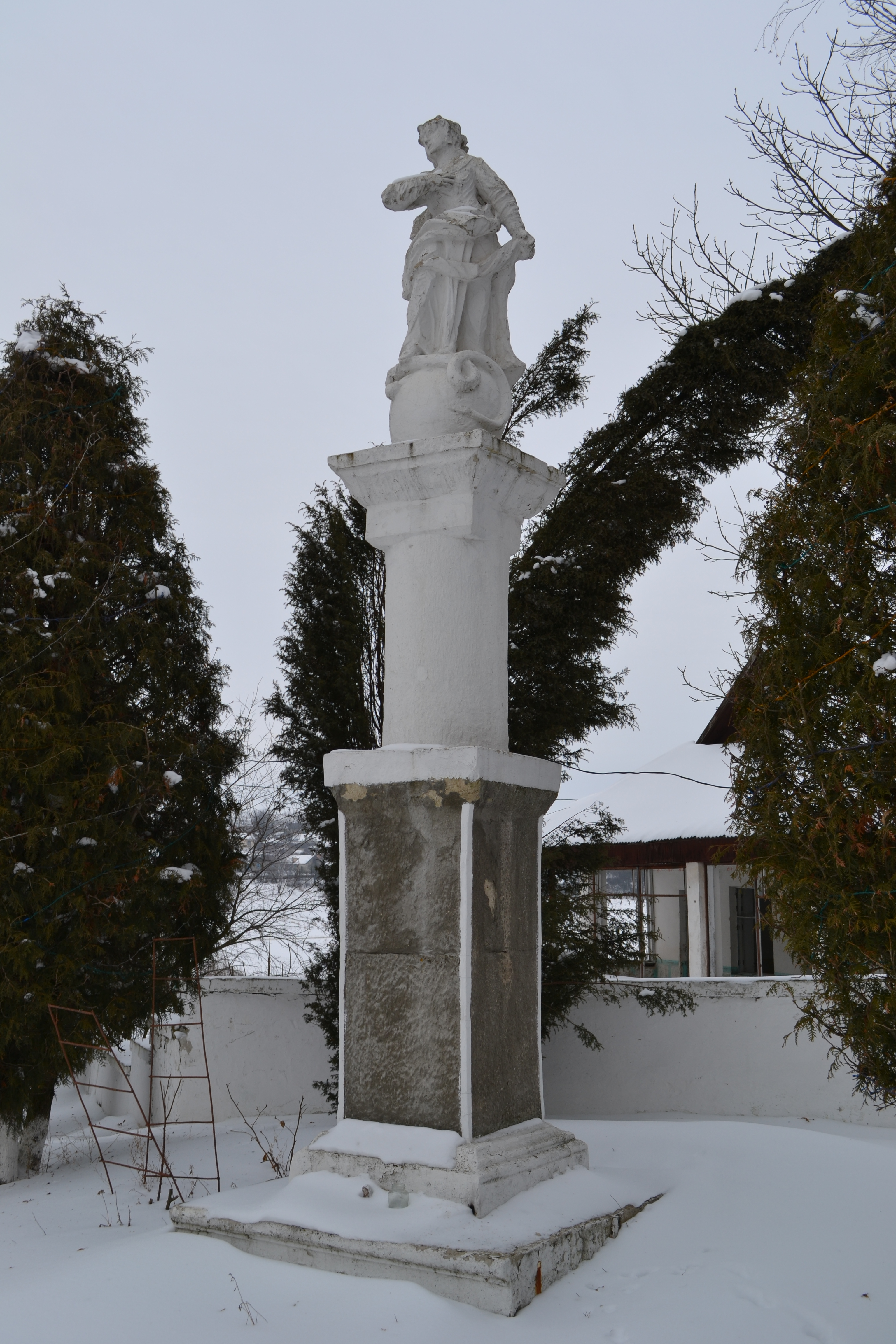
Kolumna z posągiem obok cerkwi